# Wycon
Wycon è un'azienda italiana che produce e vende prodotti cosmetici. L'azienda è stata fondata nel 2009 da Raffaella Pagano e Gianfranco Satta, imprenditore e distributore della cosmetica.
Il marchio ha subito nel 2015, dopo l’ingresso del nuovo direttore marketing Fabio Formisano, un processo di riposizionamento dell’immagine, con nuovo logo e nuovi negozi. Il manager ha lasciato l’azienda nel 2019 per dedicarsi al lancio di proprio format retail nel beauty.

## Storia
Il primo negozio è stato inaugurato nel 2009 a Perugia, seguito da quello di Bologna.
Nel 2012 viene sviluppato il progetto di franchising.
Nel 2014 i punti vendita totali sono arrivati a 100.
Dal 2014 è presente in Belgio, Svizzera e Romania, nel 2015 ha aperto in Grecia, Portogallo e nel 2016 ha inaugurato quattro nuovi punti vendita in: Mongolia, Kosovo, Russia e Cipro.
Nel 2018 Wycon conta più di 200 punti vendita tra l'Italia e l'estero.

## Marchio
Nel 2009 l'azienda nasce come Wjcon; nel 2014 la "j" viene sostituita con la "y", trasformando il nome in Wycon.

## Negozi
I negozi hanno tutti somiglianze in termini di architettura di interni, in particolare nella scelta dei materiali e di esposizione della merce. In tutti i punti vendita si trova un doppio sistema espositivo a parete in legno ed acciaio satinato; le pareti ed i pavimenti sono realizzati nelle tonalità del nero opaco. Dal 2020 il nuovo format del Concept Store prevede l'adozione del colore rosa come elemento predominante del punto vendita.

## Controversie
Il 13 ottobre del 2015 il tribunale di Milano, con la sentenza 11416/15, ha accolto le richieste presentate da KIKO in merito alla questione secondo cui Wycon avesse imitato l'arredamento dai suoi negozi. La sentenza ha inibito a Wycon l'utilizzo nei suoi punti vendita del complesso degli elementi di arredo caratterizzanti dei negozi a marchio KIKO, condannando la società ad un risarcimento danni pari a € 716.000. Il tribunale ha ritenuto che l'arredamento dei negozi KIKO abbia carattere "originale e creativo" e pertanto meriti la tutela ai sensi della legge sul diritto d'autore. Ha inoltre giudicato Wycon colpevole di "concorrenza parassitaria" per aver posto in essere "un comportamento di pedissequa imitazione del complesso delle attività commerciali e promozionali" di KIKO. Il Tribunale ha giudicato l'arredamento dei punti vendita Wycon una "diretta appropriazione" di tale concept, evidenziando una "ripresa pressoché integrale" degli elementi di arredo della concorrente, con solo "modeste modifiche". Il Tribunale di Milano ha ordinato a Wycon, entro due mesi, la sostituzione dell’arredamento interno dei 120 negozi italiani “copiati” da KIKO, pena – in caso di inadempienza – una sanzione di 10.000 euro per ogni negozio che al 60º giorno non fosse ancora stato modificato.
Tale sentenza è stata successivamente sospesa nel giudizio successivo.
Nel 2018 è ancora aperto il terzo grado di giudizio.

## Responsabilità sociale
Wycon con il programma charity sostiene diverse campagne sociali:
- GIRL POWER a sostegno del telefono rosa contro la violenza sulle donne
- KID DREAMS a sostegno del reparto di oncologia pediatrica
- LIFE per la lotta dei tumori al seno[7]
- NO MORE TEARS per le donne che subiscono violenza durante la gravidanza
- THE HEART OF BEAUTY contro anoressia e bulimia